# Rivière du Loup (Bas-Saint-Laurent)
Pour les articles homonymes, voir Rivière du Loup.
La rivière du Loup est un cours d'eau située sur la rive sud du fleuve Saint-Laurent. Elle se jette dans celui-ci à Rivière-du-Loup, dans la municipalité régionale de comté (MRC) de Rivière-du-Loup, dans la région administrative du Bas-Saint-Laurent, au Québec, au Canada.
La rivière du Loup coule dans les municipalités régionale de comté de :
- MRC de Kamouraska : municipalités (en partant de l'amont) de Mont-Carmel, Saint-Bruno-de-Kamouraska, Sainte-Hélène-de-Kamouraska, Saint-Joseph-de-Kamouraska et Saint-Alexandre-de-Kamouraska ;
- MRC de Rivière-du-Loup : municipalités (en partant de l'amont) de Saint-Antonin, Notre-Dame-du-Portage et Rivière-du-Loup.

## Géographie
La rivière du Loup prend sa source au lac Saint-Pierre, dans le canton de Painchaud, dans les monts Notre-Dame, dans la zone d'exploitation contrôlée du zec Chapais, dans la municipalité régionale de comté (MRC) de Kamouraska. Ce lac est situé à 36,5 km à l'est du littoral sud-est de l'estuaire du Saint-Laurent, à 20,1 km au sud-est du centre du village de Saint-Bruno-de-Kamouraska et 19,4 km au sud-ouest du centre du village de Saint-Athanase. La rivière du Loup coule sur 101,3 km selon les segments suivants.

### Cours supérieur
À partir du lac Saint-Pierre, la rivière du Loup coule, pour un total de 32,2 km, sur :
- 1,3 km vers le sud-ouest, jusqu'à la limite de la municipalité de Mont-Carmel ;
- 2,3 km vers l'ouest dans Mont-Carmel, en contournant une montagne par le côté sud, jusqu'à la confluence d'un ruisseau venant du sud ;
- 2,4 km vers le nord-ouest en recueillant les eaux de la décharge du lac du Loup, jusqu'à la route 287 ;
- 0,9 km vers le sud-ouest, jusqu'à la confluence d'un ruisseau (venant du sud) ;
- 5,6 km vers le nord-ouest, jusqu'à la confluence du ruisseau Ferré (venant du sud) ;
- 4,0 km vers le nord, en traversant sous le pont du chemin de fer du Canadien National, en passant du côté ouest du lieu-dit de Eatonville, en retraversant la route 287, jusqu'à la confluence du ruisseau du Trou-à-Gardner (venant de l'ouest) ;
- 3,8 km vers le nord dans Mont-Carmel, en recueillant les eaux d'un ruisseau (venant de l'ouest), jusqu'à la limite de Saint-Bruno-de-Kamouraska ;
- 7,9 km vers le nord, en coupant la route du 6e rang Ouest et la route du Petit-Moulin, jusqu'à un pont routier de la route du 5e rang ;
- 3,6 km vers le nord-est, jusqu'à la route de la rivière Manie ;
- 0,4 km vers le nord-ouest, jusqu'à la confluence de la rivière Manie.

### Cours intermédiaire
À partir de la confluence de la rivière Manie, la rivière du Loup coule, pour un total de 45,9 km, sur : 
- 3,2 km vers le nord-ouest, jusqu'à la confluence de la décharge du lac du Docteur-Boulanger ;
- 1,0 km vers le nord-ouest, jusqu'au pont Rivard (chemin de la Rivière) ;
- 4,7 km vers le nord-est, jusqu'à la limite de Sainte-Hélène-de-Kamouraska ;
- 2,8 km vers le nord-est, jusqu'à la limite de Saint-Joseph-de-Kamouraska ;
- 0,2 km vers le nord dans Saint-Joseph-de-Kamouraska ;
- 3,4 km vers le nord-ouest dans Sainte-Hélène-de-Kamouraska, en passant sous le pont de Broche (route du Pont-de-Broche), jusqu'à la limite de Saint-Joseph-de-Kamouraska ;
- 5,1 km vers le nord-ouest, en formant une grande bouche en direction de la route de Picard et en passant sous le pont de la scierie situé près du quartier Saint-Thomas, jusqu'à la limite de Sainte-Hélène-de-Kamouraska ;
- 7,1 km vers le nord-ouest, en formant une grande boucle vers le sud-ouest et en passant sous le pont de la route Ennis ; ce segment délimite Sainte-Hélène-de-Kamouraska et Saint-Joseph-de-Kamouraska ;
- 2,1 km vers le nord-est, jusqu'au pont de la route de l'Église qu'elle coupe à 0,3 km au nord-ouest du centre du village de Saint-Joseph-de-Kamouraska ;
- 3,8 km vers le nord-est en traversant sous le pont du chemin de fer du Canadien National, jusqu'à la limite de Saint-Alexandre-de-Kamouraska ;
- 1,5 km vers le nord-est, délimitant Saint-Joseph-de-Kamouraska et Saint-Alexandre-de-Kamouraska ;
- 2,2 km vers le nord-est, jusqu'au pont de la rivière du Loup (route 289) ;
- 8,8 km vers le nord-est, en serpentant jusqu'à la confluence de la rivière Fourchue.

### Cours inférieur

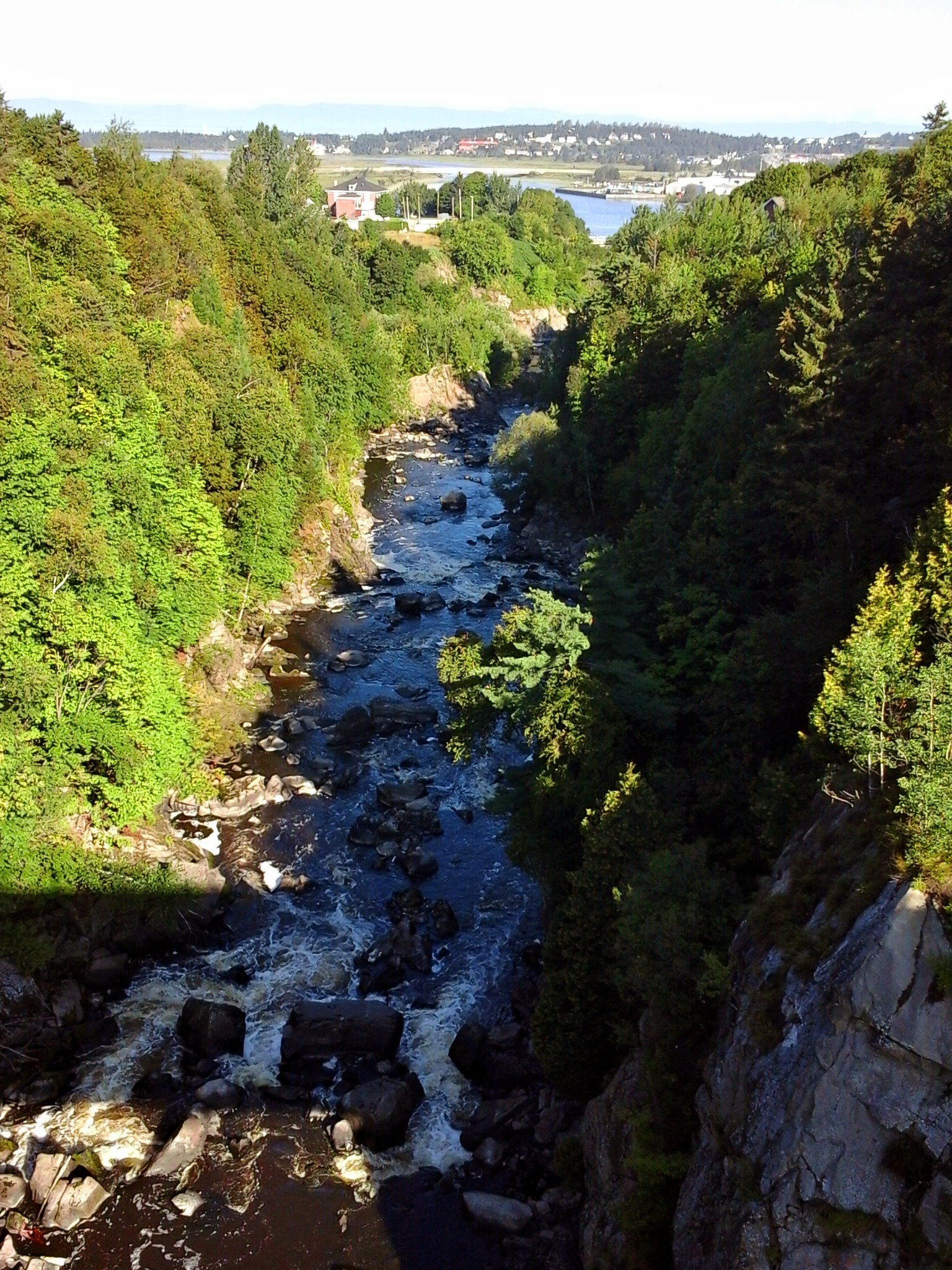
Les chutes de Rivière du Loup à Rivière-du-Loup

À partir de la confluence de la rivière Fourchue, la rivière du Loup coule, pour un total de 23,2 km sur :
- 1,0 km vers le nord, en recueillant les eaux de la Petite rivière Noire (rivière du Loup), jusqu'à la limite de Saint-Antonin ;
- 4,0 km vers le nord-est, délimitant la municipalité de Saint-Antonin et Saint-Alexandre-de-Kamouraska ; dans ce segment, le cours de la rivière recueille les eaux de la Petite rivière du Loup (Saint-Antonin) (venant de l'est) ;
- 1,4 km vers le nord-est, jusqu'à l'autoroute 85 ;
- 1,6 km vers le nord-ouest, jusqu'à une route routier reliant la rue Saint-Magloire (côté sud-ouest) et la rue Témiscouata (côté nord-est), situé près de la papeterie ;
- 0,2 km vers le nord-ouest dans Saint-Antonin, jusqu'à la limite de la ville de Notre-Dame-du-Portage ;
- 2,0 km vers le nord-ouest dans Notre-Dame-du-Portage, jusqu'à la limite de Rivière-du-Loup ;
- 0,4 km vers le nord, en délimitant la municipalité de Notre-Dame-du-Portage et la ville de Rivière-du-Loup ;
- 5,8 km vers le nord-est en recueillant les eaux du ruisseau de la Grande Cédrière, du cours d'eau Fraserville et de la décharge du lac à Raphaël (venant du sud-est), jusqu'au pont de la route 185 ;
- 0,6 km vers le nord, jusqu'au pont du chemin de fer du Canadien National  ;
- 1,8 km vers le nord-ouest en traversant le parc pour maisons mobiles et le secteur Saint-Ludger, ainsi qu'en recueillant les eaux du ruisseau à Dionne, jusqu'au pont routier situé au cœur de la ville de Rivière-du-Loup ;
- 2,6 km vers le nord-ouest, en traversant les chutes de Rivière-du-Loup, en traversant le barrage de Rivière-du-Loup et en recueillant les eaux du cours d'eau Vaillancourt, jusqu'au pont routier de la rue Beaubien ;
- 0,5 km vers le nord-ouest en traversant une série de chutes, jusqu'au pont routier de la côte Saint-Jacques ;
- 0,8 km vers le nord-ouest, jusqu'au pont de l'autoroute 20 ;
- Cours d'eau Vaillancourt (2024).0,5 km vers l'ouest en recueillant les eaux de la Petite rivière du Loup (rivière-du-Loup) (venant du nord-est), jusqu'à sa confluence.

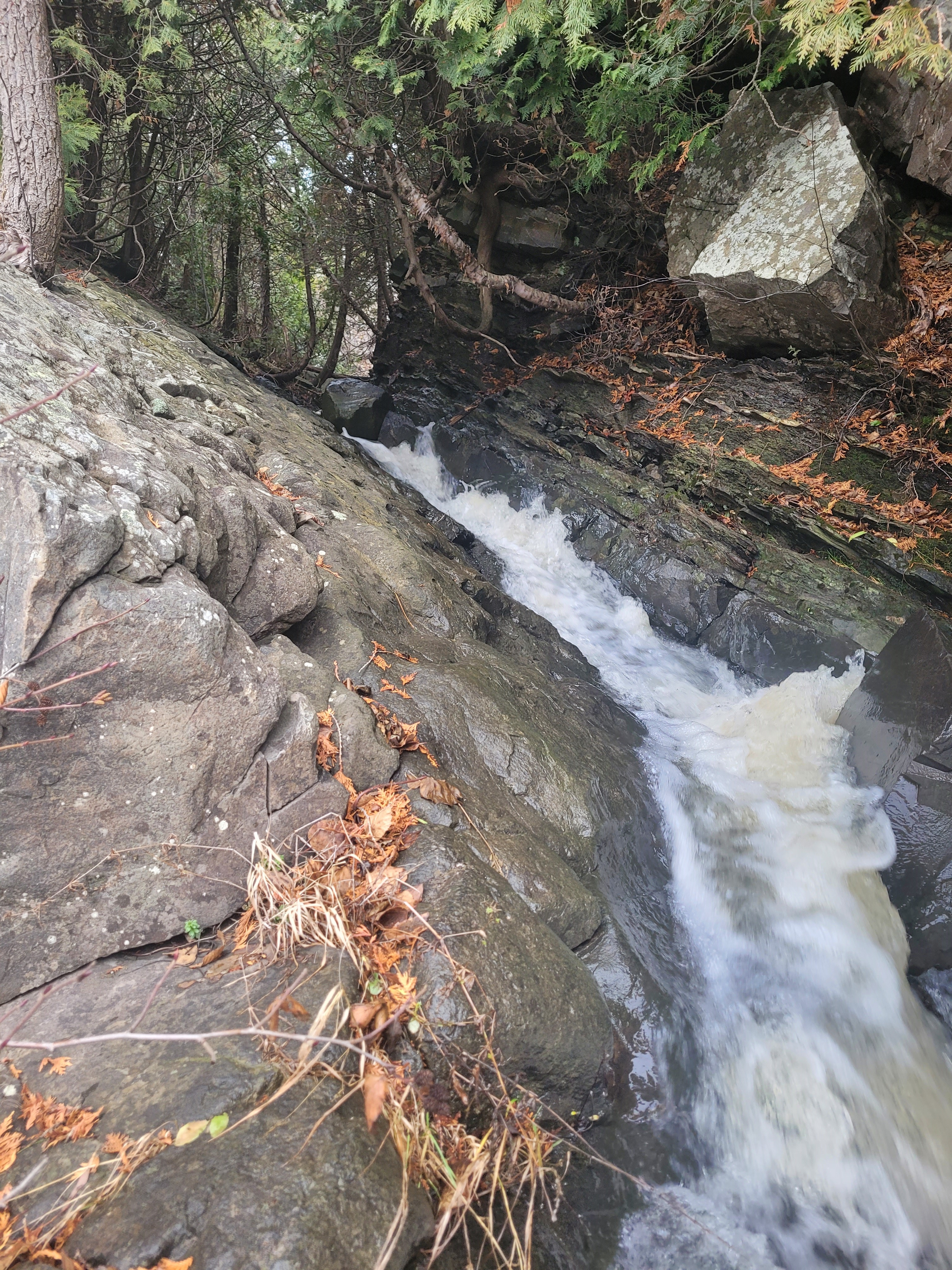
Cours d'eau Vaillancourt (2024).

La rivière du Loup se déverse sur une longue grève (par marée basse) dans la baie Cayes à Carrier laquelle est bordée du côté nord par la Pointe-de-Rivière-du-Loup. À partir du rocher Malin, cette pointe s'avance vers le sud-ouest dans le fleuve Saint-Laurent sur une longueur de 1,6 km, incluant l'extrémité où une marina y est aménagée.
Cette confluence se situe face à l'île aux Lièvres et à l'île Blanche, située à 10,0 km au large et faisant partie de la municipalité de Saint-André-de-Kamouraska. Le chenal du Pot à l'Eau-de-Vie sépare l'île et le littoral sud-est du fleuve Saint-Laurent. La réserve faunique des Îles de l'estuaire a été aménagée sur un ensemble d'île entre l'Île aux Lièvres et le chenal du Pot à l'Eau-de-Vie.

## Utilisations et aménagements

### Barrages
La rivière du Loup abrite trois infrastructures hydrauliques majeures :
| Nom du barrage             | Municipalité    | Cours d'eau     | Catégorie administrative | Utilisation      | Hauteur aval (m) | Hauteur de retenue (m) | Type de barrage (desc) | Année construction | Année modification | Propriétaire / Mandataire              | Image |
| Usine de pâtes Mohawk      | Saint-Antonin   | Rivière du Loup | Forte contenance         | Régularisation   | 11,95            | 11,31                  | Béton-gravité          | 1934               | 1996               | Winston Hydro inc.                     |       |
| Barrage Fraser             | Rivière-du-Loup | Rivière du Loup | Forte contenance         | Hydroélectricité | 8,5              | 6,9                    | Béton-gravité          | 1955               | 1992               | Génération Hydro inc.                  |       |
| Barrage de Rivière-du-Loup | Rivière-du-Loup | Rivière du Loup | Forte contenance         | Hydroélectricité | 7,44             | 6,3                    | Béton-gravité          | 1920               | 1996               | Algonquin Power (Canada) Holdings Inc. |       |

## Toponymie
Le premier nom connu pour la rivière Capititetchouez, d'origine amérindien, qui fut utilisé par Paul Le Jeune en 1634. Quant à « rivière du Loup », la première mention remonte à 1673 dans l'acte de concession de la seigneurie de Rivière-du-Loup à Charles Aubert de La Chesnaye.
Quant à l'origine du nom de la rivière, plusieurs hypothèses existent. Selon certains, il proviendrait de la présence de phoques, aussi appelé loups marins, qui auraient autrefois été nombreux à l'embouchure de la rivière. Lors d'une expédition exploratoire, Jacques Cartier aurait trouvé beaucoup de loups marins sur la grève de la rivière et lui attribua ce nom. Ces animaux pouvaient sûrement remonter l'estuaire de la rivière. À cette époque, la chasse au loup marin était déjà pratiquée dans cette région du pays par les Européens dont les Basques. Par ailleurs, la pêche justifiait en grande partie la concession d'une seigneurie à Charles Aubert de La Chesnaye, en 1673.
Une autre hypothèse voudrait que l'explorateur Samuel de Champlain y ait rencontré des Amérindiens de la nation des Loups, ou Mahigans, lors d'un voyage.
Enfin, l'hypothèse la plus plausible veut qu'il s'agisse du nom d'un vaisseau, Le Loup, venu de France et dont l'équipage aurait été contraint d'hiverner dans l'estuaire de la rivière autour de 1660,.
Le toponyme « rivière du Loup » a été officialisé le 5 décembre 1968 à la Commission de toponymie du Québec.